# ヴロツワフ
ヴロツワフ（ポーランド語: Wrocław [ˈvrɔt͡swaf] ( 音声ファイル)、ドイツ語: Breslau [ˈbʁɛslaʊ̯] ( 音声ファイル) ブレスラウ）は、ポーランド西部にある第4の都市で、ドルヌィ・シロンスク県の県都。歴史的にシロンスク地方の中心都市で、ポーランドの中でも最も古い都市のひとつである。市内にはオーデル川とその支流が流れ、200以上の橋が架かっている。
ヴロツワフは歴史上、様々な国（ポーランド王国、オーストリア帝国、ドイツ、ハンガリー、プロイセン、ボヘミア）の一部となっていたが、1945年（第二次世界大戦後）にポーランド領となった。
ヴロツワフは、UEFA欧州選手権2012開催都市の一つとなった。また、2016年には欧州文化首都となり、2017年にはワールドゲームズ2017の開催地にもなった。

## 歴史

### 中世
10世紀の記録によると、ヴロツワフはボヘミアの拠点であった。

### ヴロツワフの建設
ヴロツワフはボヘミア公ブラチスラフ1世（在位915年 - 921年）によって建設された。

### ポーランド・ピャスト朝
990年頃、他のシロンスク地方の都市とともにポーランド公国（1025年よりポーランド王国となる）に属し、ミェシュコ1世やボレスワフ1世（勇敢王）時代のピャスト朝の支配下に入っていた。当初、開拓の中心地はオーデル川の中洲にあった。
西暦1000年のグニェズノ会談において、神聖ローマ皇帝オットー3世とボレスワフ勇敢王がカトリック教区の設置を決めた（Roman Catholic Archdiocese of Gniezno）。その後まもなくヴロツワフに最初の司教座が置かれた。10世紀にはすでに都市は建設されていたが、公式には西暦1000年がヴロツワフ建設の年として見なされ、2000年には都市建設1000年が祝われた。11世紀にはポーランド王国に2箇所あった貨幣鋳造所の一つが設立され（もう1箇所は当時の王国首都クラクフに設立された）、ポーランド王国の金融産業の一大中心地となった。

### ボヘミア・ハプスブルク期

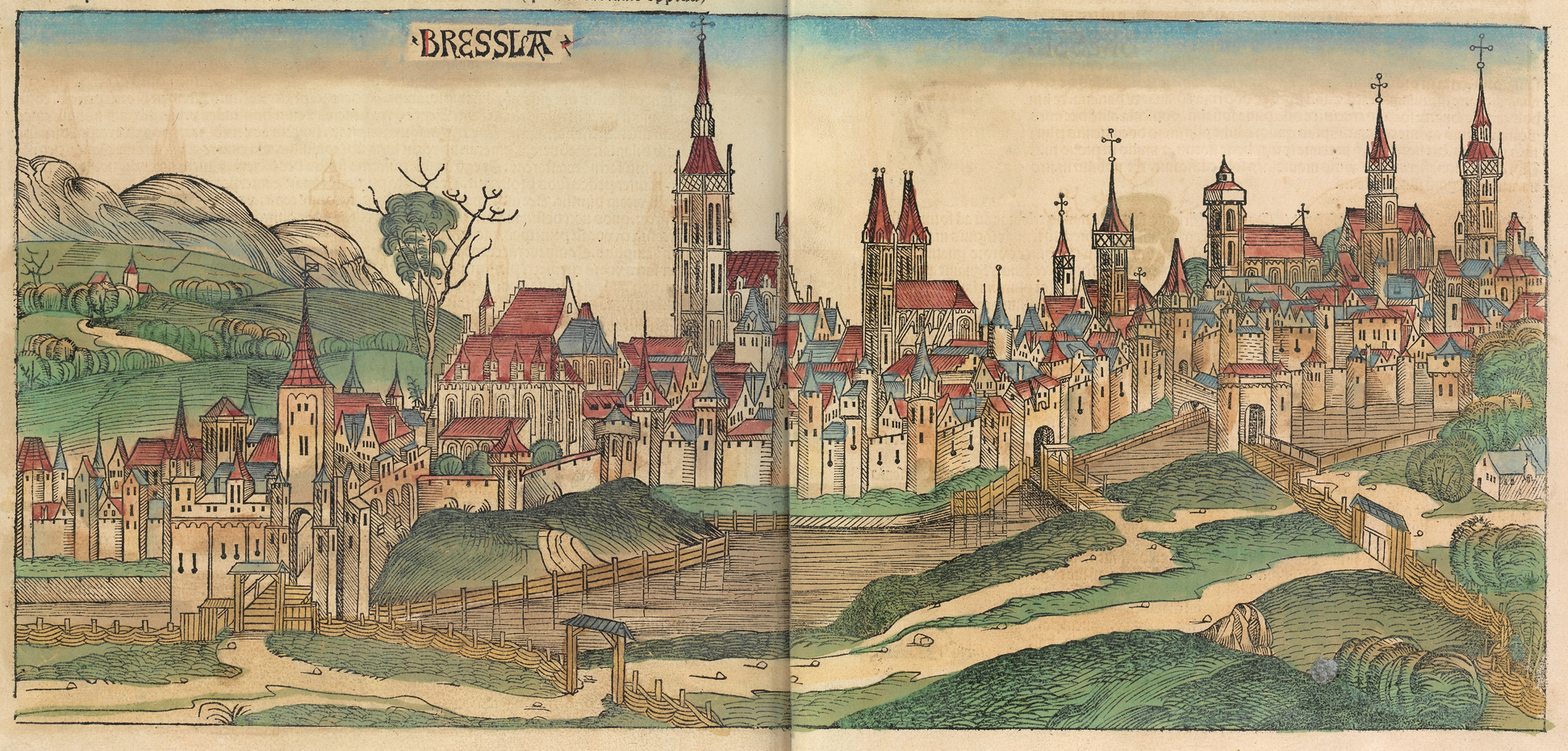
15世紀のヴロツワフ

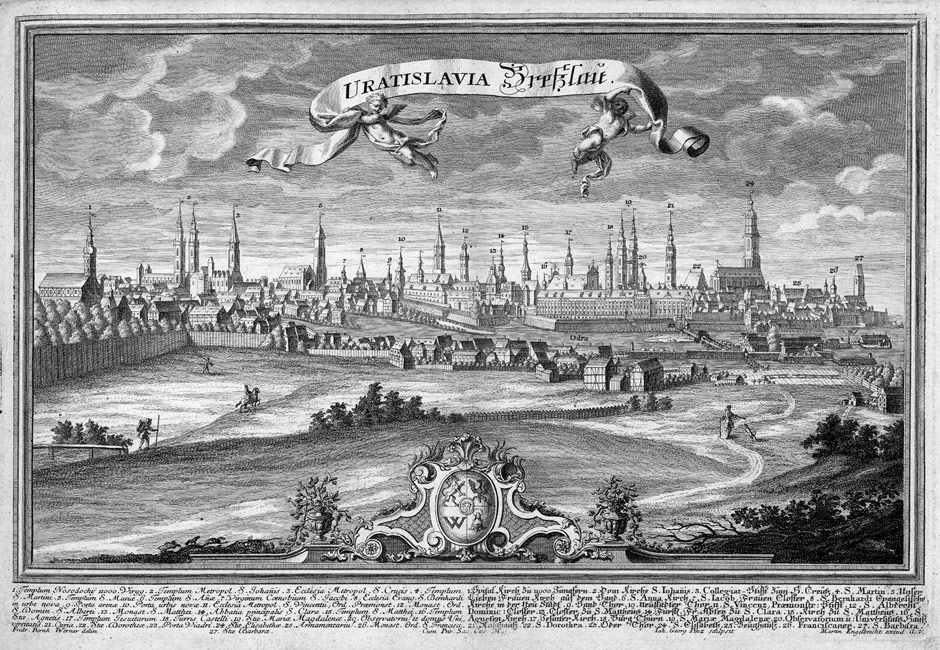
18世紀のヴロツワフ

13世紀にはモンゴル帝国の侵略を受け、ポーランドではシュラフタ（ポーランド貴族）が乱立し、14世紀始めにヴワディスワフ1世のもとでポーランド王国が統一されたが、シロンスク地方のヴロツワフは王国から離脱した。14世紀にはポーランド王カジミェシュ3世（大王）がシロンスク地方のボヘミア王国による支配を黙認した。それでもこの一帯ではポーランドの古い王家ピャスト家の分家であるシロンスク・ピャスト家がこの地方の領主として存続した。
1386年、リトアニア大公国の大公ヨガイラのもとでリトアニア、ボヘミア、ポーランド、ハンガリーの王朝であるヤギェウォ朝が誕生した。1675年にシロンスク・ピャスト朝の最後の嫡男イェジ・ヴィルヘルムが死ぬと、この土地の君主家からポーランド王国との男系の血縁が途絶え、ヴロツワフを含む一帯は相続によりオーストリアのハプスブルク家の手に渡った。

### 近代
1740年 - 1748年のオーストリア継承戦争の結果、プロイセン王国の領土となる。1945年まではドイツの一部であったが、同国の第二次世界大戦敗戦に伴い、ヴロツワフはポーランド領となった。第二次世界大戦においてドイツ軍とソ連軍の激しい戦闘で歴史地区の大半が破壊されたが、戦後残っていた資料を元にポーランド市民の手によって正確に復元された。
1970年12月、グダニスクで発生した反政府的な暴動が市内にも波及。騒乱状態に陥ったが鎮圧された。

## 地理
ポーランドの首都ワルシャワから西南へ約350キロ、シロンスク地方の中心地。

### 気候
| ヴロツワフの気候                              | ヴロツワフの気候 | ヴロツワフの気候 | ヴロツワフの気候 | ヴロツワフの気候 | ヴロツワフの気候 | ヴロツワフの気候 | ヴロツワフの気候 | ヴロツワフの気候 | ヴロツワフの気候 | ヴロツワフの気候 | ヴロツワフの気候 | ヴロツワフの気候 | ヴロツワフの気候 |
| 月                                            | 1月              | 2月              | 3月              | 4月              | 5月              | 6月              | 7月              | 8月              | 9月              | 10月             | 11月             | 12月             | 年               |
| --------------------------------------------- | ---------------- | ---------------- | ---------------- | ---------------- | ---------------- | ---------------- | ---------------- | ---------------- | ---------------- | ---------------- | ---------------- | ---------------- | ---------------- |
| 最高気温記録 °C （°F）                        | 19.7 (67.5)      | 20.1 (68.2)      | 25.4 (77.7)      | 32.0 (89.6)      | 33.9 (93)        | 38.0 (100.4)     | 39.0 (102.2)     | 37.7 (99.9)      | 34.9 (94.8)      | 28.1 (82.6)      | 20.9 (69.6)      | 17.7 (63.9)      | 39.0 (102.2)     |
| 平均最高気温 °C （°F）                        | 3.0 (37.4)       | 4.3 (39.7)       | 9.0 (48.2)       | 14.5 (58.1)      | 20.0 (68)        | 22.8 (73)        | 24.6 (76.3)      | 24.3 (75.7)      | 19.9 (67.8)      | 14.4 (57.9)      | 7.7 (45.9)       | 3.9 (39)         | 14.0 (57.2)      |
| 日平均気温 °C （°F）                          | −0.5 (31.1)      | 0.4 (32.7)       | 4.2 (39.6)       | 9.9 (49.8)       | 14.9 (58.8)      | 18.2 (64.8)      | 19.9 (67.8)      | 19.5 (67.1)      | 15.2 (59.4)      | 10.0 (50)        | 4.7 (40.5)       | 0.9 (33.6)       | 9.8 (49.6)       |
| 平均最低気温 °C （°F）                        | −3.7 (25.3)      | −2.8 (27)        | 0.2 (32.4)       | 5.2 (41.4)       | 10.0 (50)        | 14.4 (57.9)      | 15.3 (59.5)      | 15.2 (59.4)      | 11.2 (52.2)      | 5.9 (42.6)       | 2.3 (36.1)       | −2 (28)          | 5.9 (42.6)       |
| 最低気温記録 °C （°F）                        | −30 (−22)        | −29.4 (−20.9)    | −22.1 (−7.8)     | −6.3 (20.7)      | −3.1 (26.4)      | 1.1 (34)         | 4.7 (40.5)       | 2.9 (37.2)       | −2 (28)          | −6 (21)          | −15.4 (4.3)      | −22.7 (−8.9)     | −30 (−22)        |
| 降水量 mm （inch）                            | 34 (1.34)        | 32 (1.26)        | 39 (1.54)        | 38 (1.5)         | 54 (2.13)        | 69 (2.72)        | 75 (2.95)        | 65 (2.56)        | 43 (1.69)        | 38 (1.5)         | 41 (1.61)        | 38 (1.5)         | 566 (22.28)      |
| 平均降水日数                                  | 14               | 12               | 12               | 10               | 13               | 12               | 14               | 13               | 11               | 13               | 15               | 12               | 151              |
| % 湿度                                        | 81               | 84               | 76               | 69               | 66               | 70               | 71               | 71               | 75               | 78               | 83               | 85               | 76               |
| 平均月間日照時間                              | 59               | 68               | 117              | 169              | 221              | 225              | 223              | 217              | 151              | 118              | 54               | 44               | 1,670            |
| 出典：http://www.stat.gov.pl/cps/rde/xchg/gus |                  |                  |                  |                  |                  |                  |                  |                  |                  |                  |                  |                  |                  |

## 経済

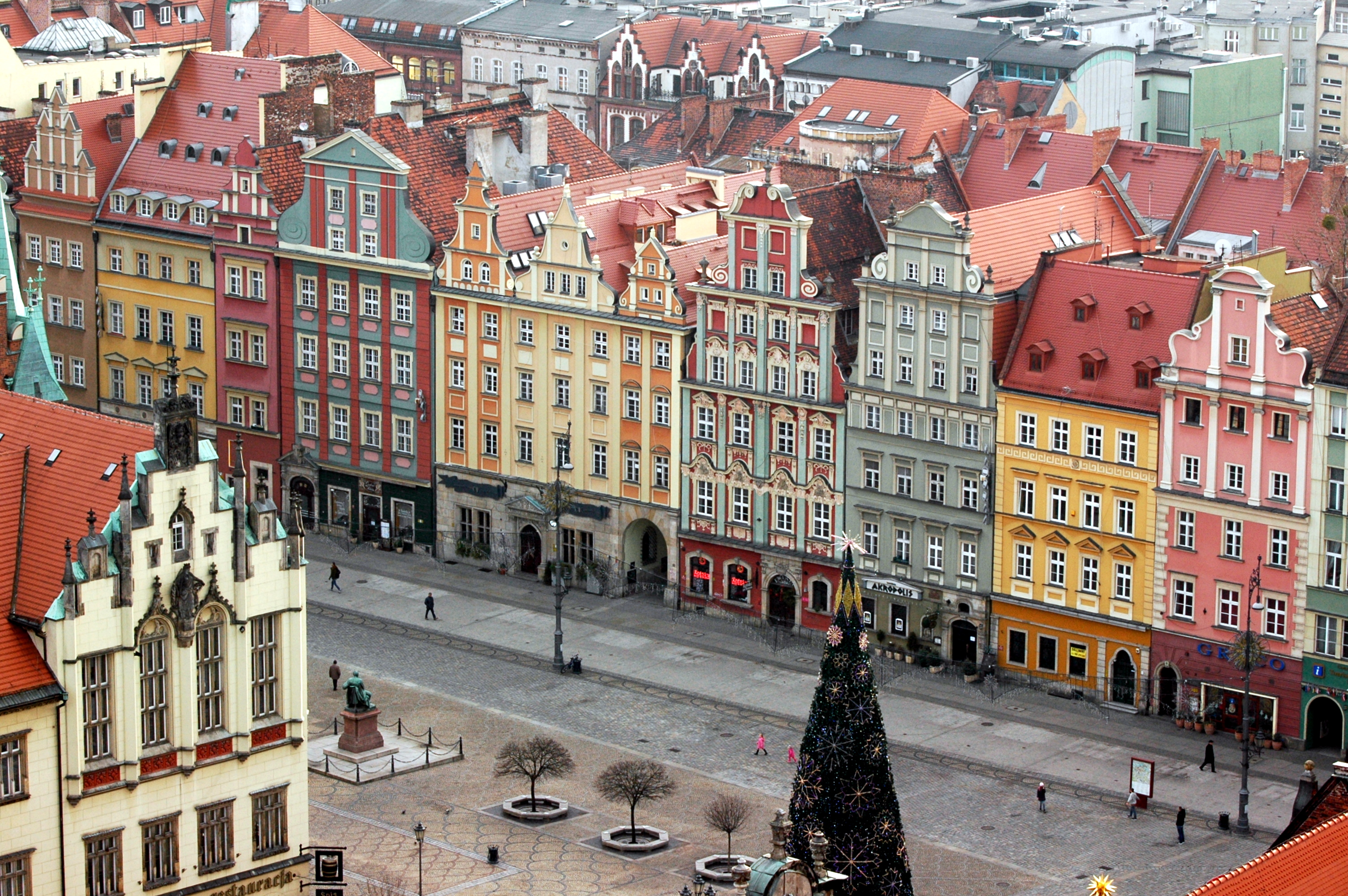
中央広場

2017年、ヴロツワフで生み出されたGDPの価値は555億ズウォティに達し、ポーランドのGDPの2.8％を占めた。 一人当たりのGDPはポーランドの中で高い水準にある。2019年9月、ヴロツワフの失業率は1.6％だった。
1832年、ヴロツワフにMaschinenbauanstalt Breslau工場（機械製造工場）が設立された。車両生産、後にリンケ・ホフマン・ヴェルケと改名。戦後、ポーランドの主要な車両生産者の1つである、国営車両工場として国有化された。 2001年以来、旧国営車両工場は、ボンバルディアトランスポーテーションポルスカとしてボンバルディアの懸念の一部となっている。さらに、第二次世界大戦まで、クジニキと後にブディッチにスモッシュワー狭軌車両工場があった。
1952年にZakładyMetalowe「Zakrzów」がZakrzówで設立され、モペットと冷蔵庫の製造を扱った後、ZakładyMetalowePolarに変身し、家電製品を製造し、現在はワールプールの懸念の一部となっている洗濯機と冷蔵庫のポーランドの主要メーカーとなっている。
1918年以来、長年にわたってさまざまな名前で市内で非鉄金属製錬所が操業してきた。 1961年から「ハットメン」と呼ばれている。金属産業で活動しているもう1つの企業は、1946年に設立された「Centrozłom」で、金属くずの処理を扱っている。
FAT-Hacoは自動旋盤を製造し、鋼元素の処理を扱っている。 Wabco工場は車のブレーキを生産し[94]、Bumar-Fadroma工場は掘削機を生産している。市内で2番目の掘削機メーカーはボルボ工場で、同じブランドのバスも製造している。
共産主義の時代に設立されたポレナヴロツワフは、現在E＆SインダストリーS.Aである。ブランド名Eで粉末洗剤を製造している。
ヴロツワフには製薬工場がある。そのうちの1つは、1984年に設立され、医薬品、医療機器、栄養補助食品、化粧品を製造しているHasco-Lekである。 Gallena Pharmaceutical Labor Cooperativeは、70年以上にわたってここで活動しており、医薬品、栄養補助食品、化粧品を製造している。さらに、US PharmaciaLekiはヴロツワフに拠点がある。ハーブ産業は、主に1952年に設立されたHerbapolWrocławSA社が中心である。
ヴロツワフには、航空を含む動力油圧を生産するプラント「PZL-Hydral」があったが、2011年に閉鎖された。 2012年、アメリカのUTC Aerospace Systemsは、Hydral地域に研究開発センターを開設した。

## 教育

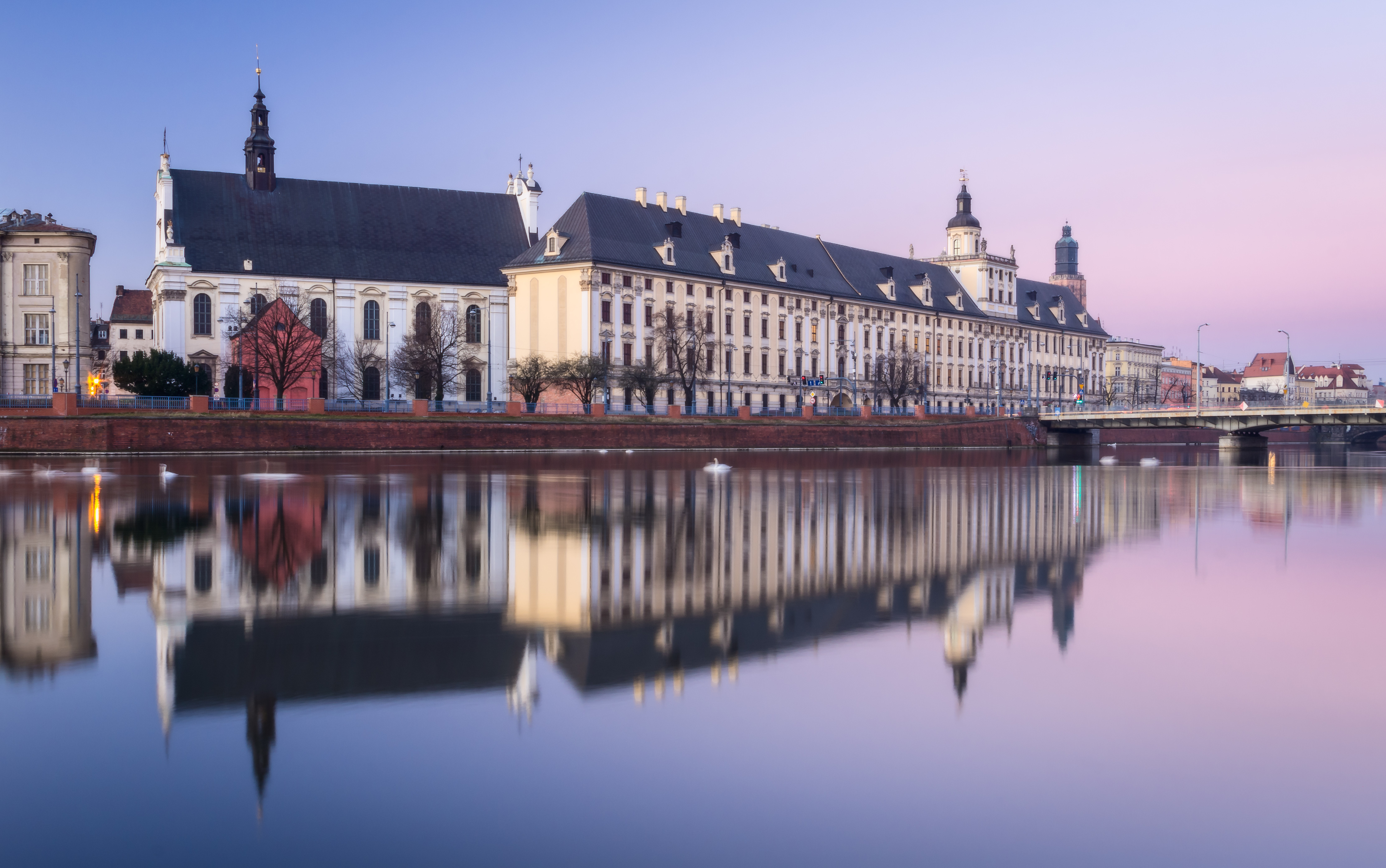
ヴロツワフ大学

ヴロツワフはポーランド有数の大学都市で、約15万人の学生が住む。公立大学は次のとおり。
- 1702年に設立されたヴロツワフ大学。
- 1910/1945年に設立されたヴロツワフ工科大学（1910年からのドイツ工科大学の合併）。
- 医科大学1950年に設立されたPiastówŚląskich（旧医学アカデミー）には、1811年にまでさかのぼる教育の伝統がある。
- 1947年に設立されたヴロツワフ経済大学。
- 1951年に設立された生命科学大学（旧農業大学）。
- 1950年に設立された体育アカデミー。
- 美術アカデミーEugeniuszGeppertは1946年に設立。
- 音楽アカデミーカロル・リピンスキは1948年に設立。
- 陸軍アカデミーは2002年に設立。
- 演劇芸術アカデミークラクフのスタニスワフヴィスピアンスキ（ヴロツワフの演技部門と人形劇部門）。

## 交通

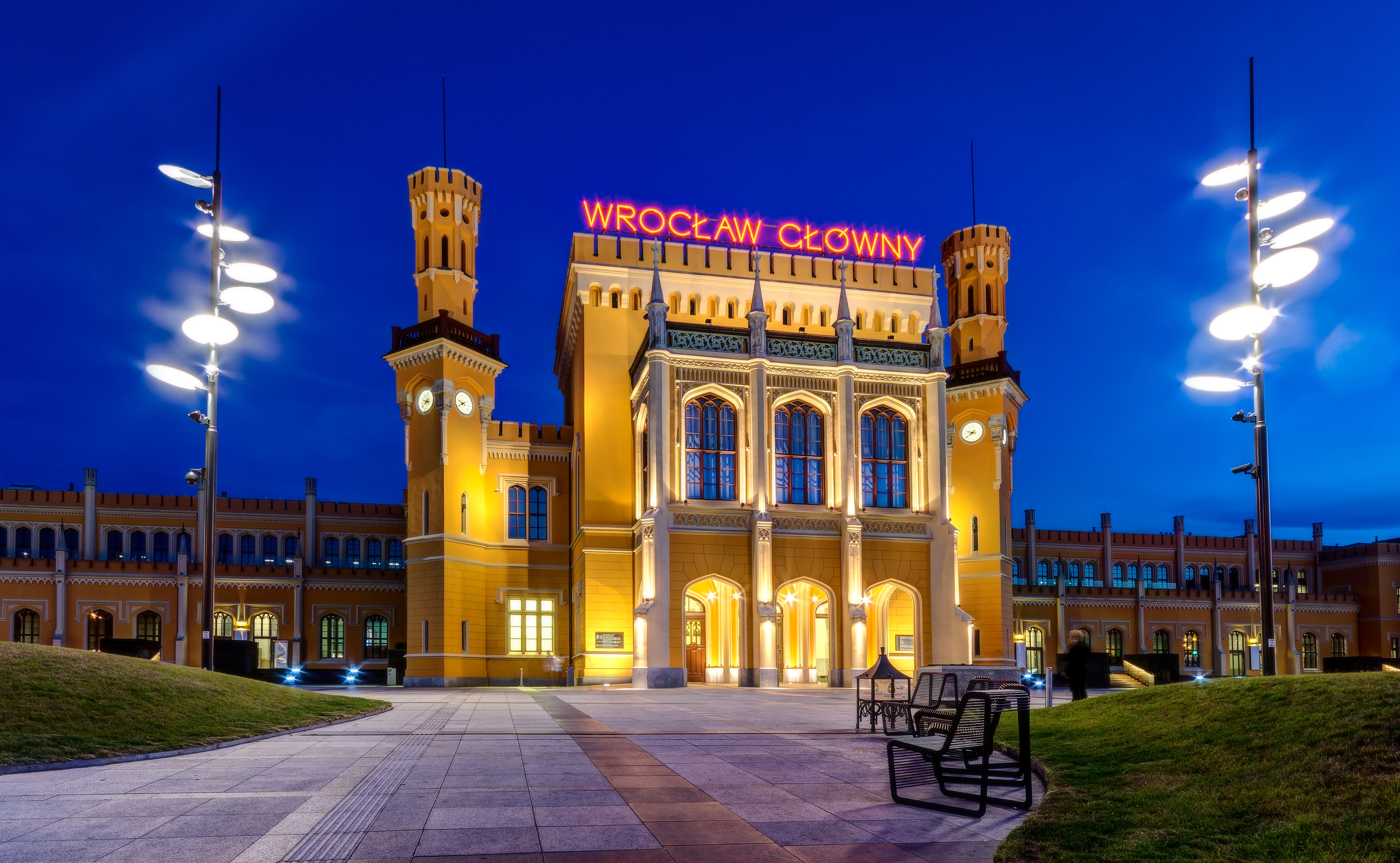
ヴロツワフ中央駅

鉄道交通の要衝の一つであり、国際空港もある。

## 姉妹都市
- ヴィースバーデン、ドイツ
- ヴィエンヌ県、フランス
- カウナス、リトアニア
- グアダラハラ、メキシコ
- シャーロット、アメリカ合衆国
- ドレスデン、ドイツ
- トロント、カナダ
- フラデツ・クラーロヴェー、チェコ共和国
- ブレダ、オランダ
- フロドナ、ベラルーシ
- ラマト・ガン、イスラエル
- リール、フランス
- リヴィウ、ウクライナ

## 著名な出身者
- ドロタ・オシンスカ（歌手）
- フリッツ・ハーバー（化学者）
- マックス・ボルン（物理学者）
- クララ・イマーヴァール（化学者）
- ロベルト・ヴィーネ（映画監督）

## 画像

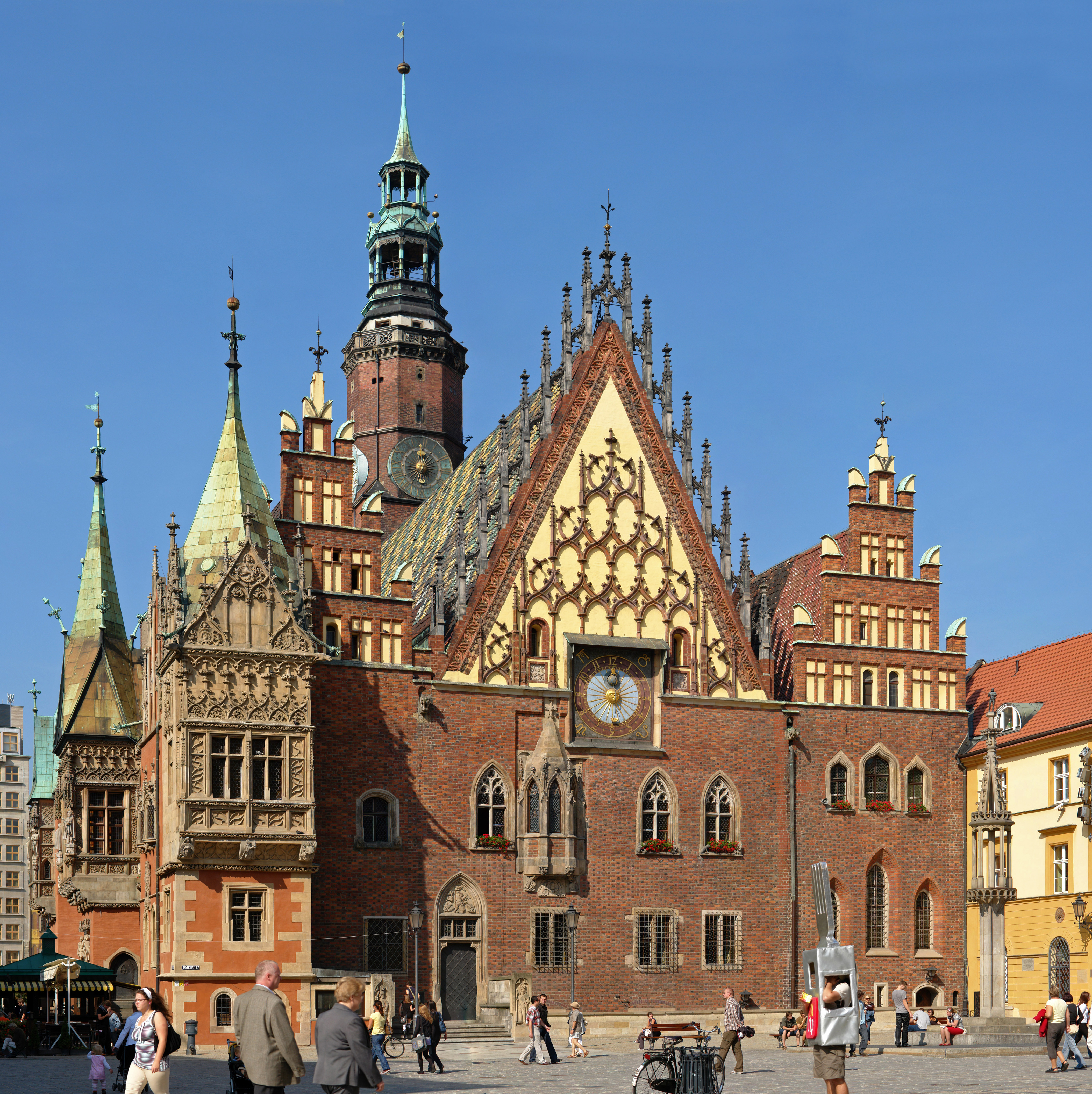
市庁舎
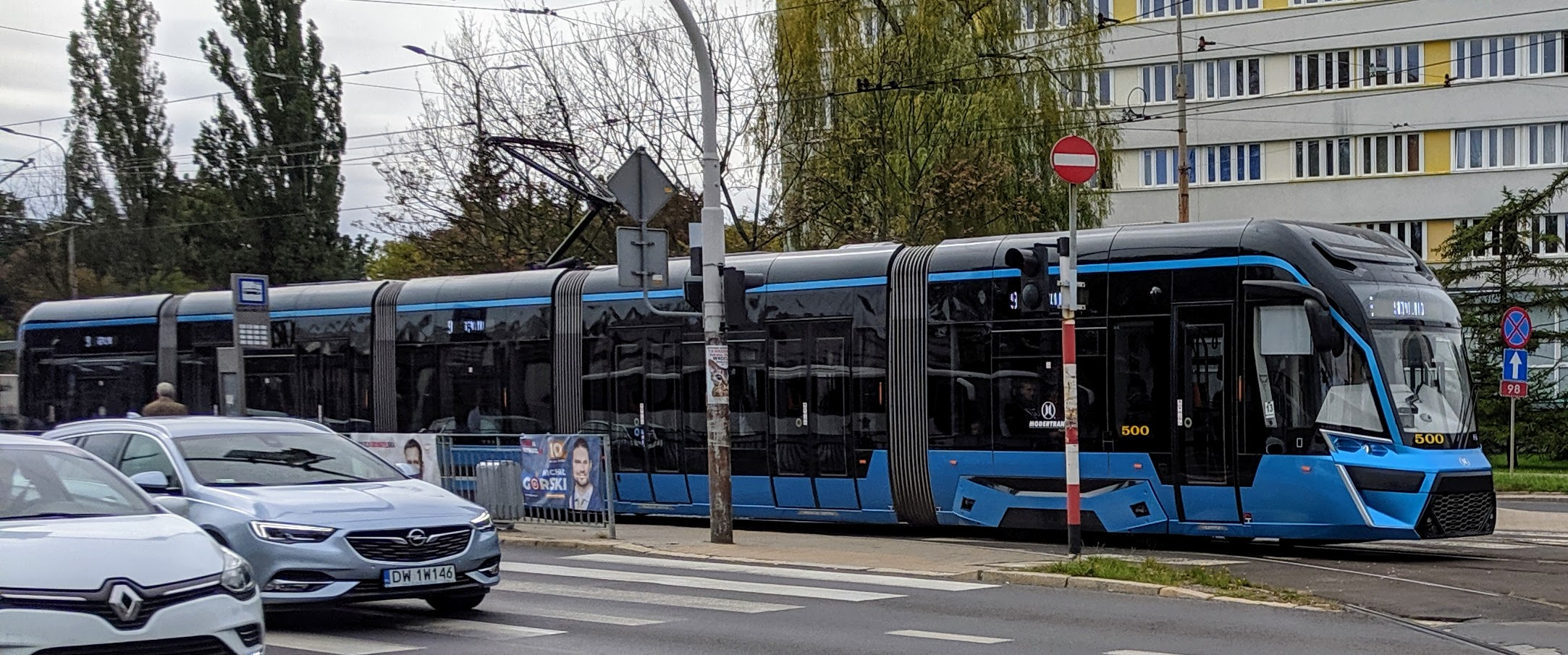
路面電車
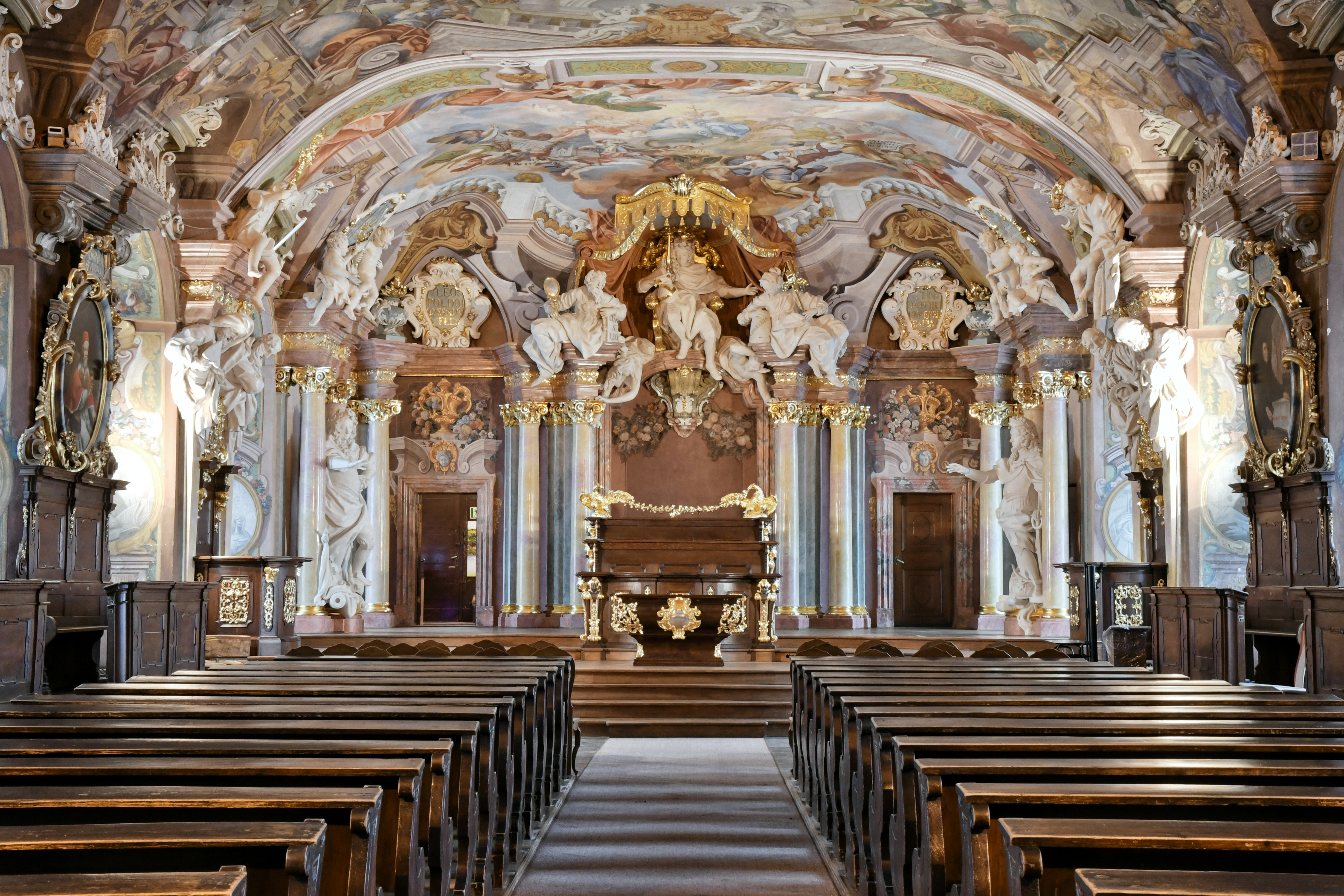
ヴロツワフ大学レオポルト教室（再建）
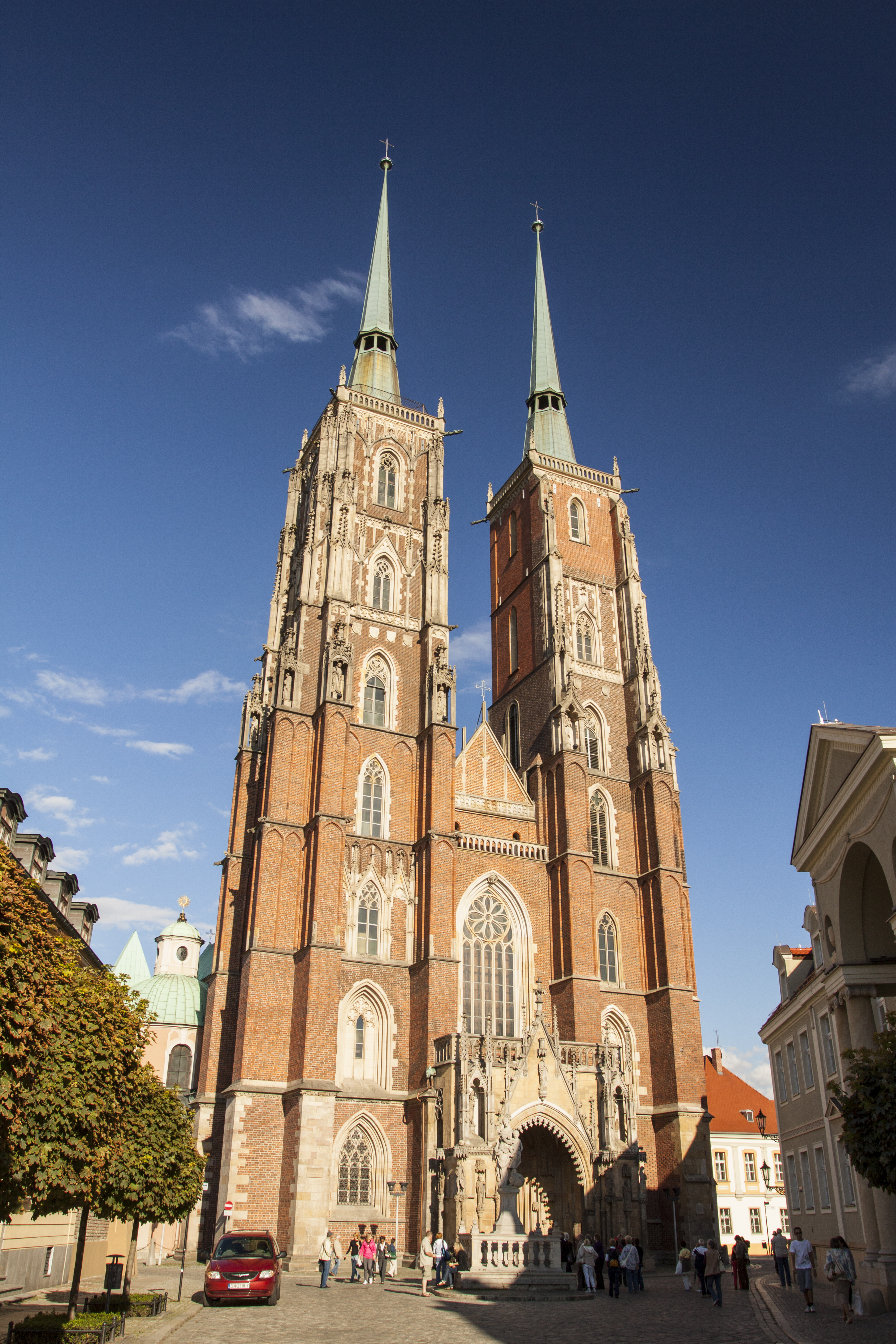
洗礼者ヨハネ教会
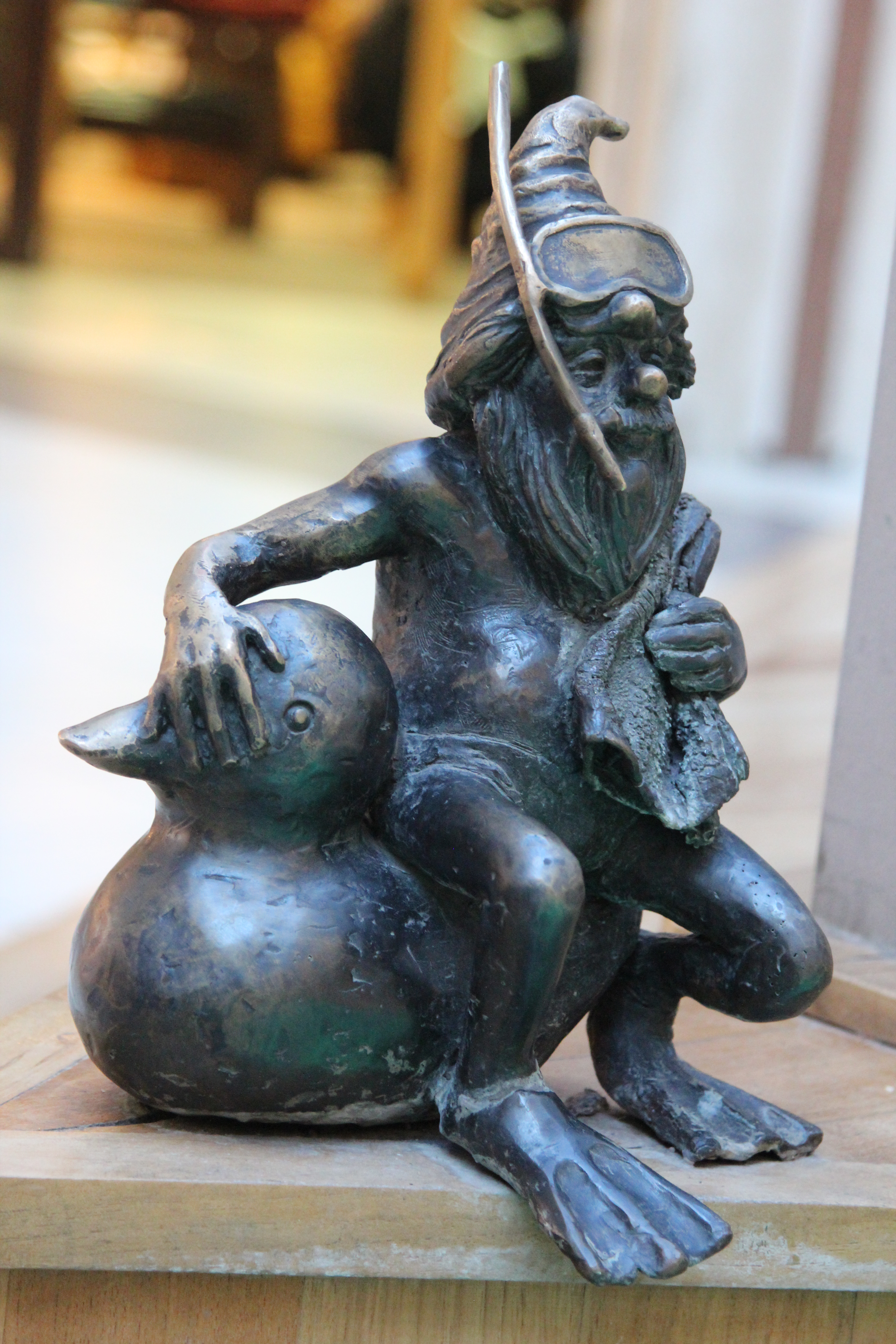
オレンジ・オルタナティブ運動の象徴、「ヴロツワフの小人」
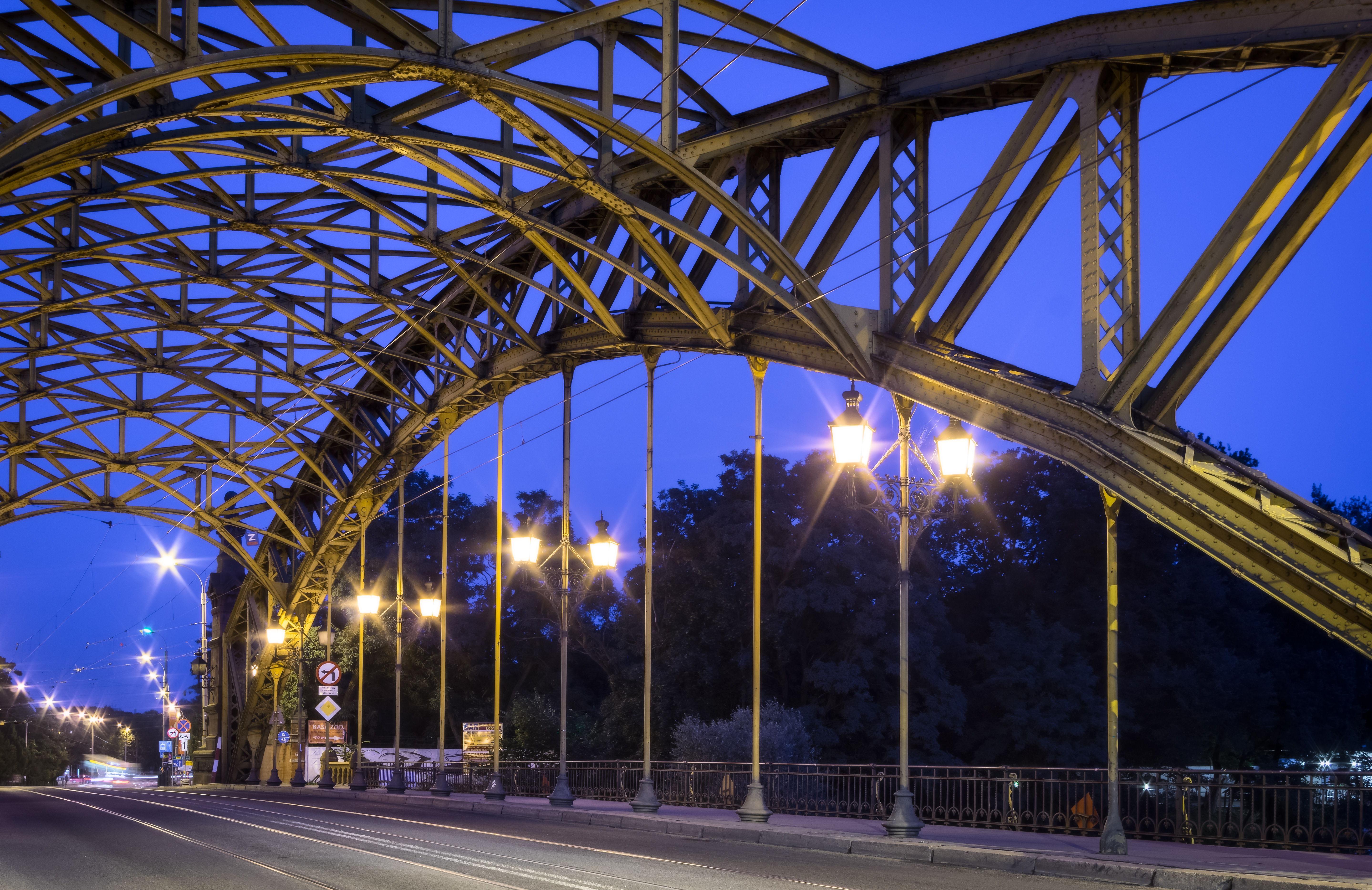
オーデル川にかかる動物園橋（再建）
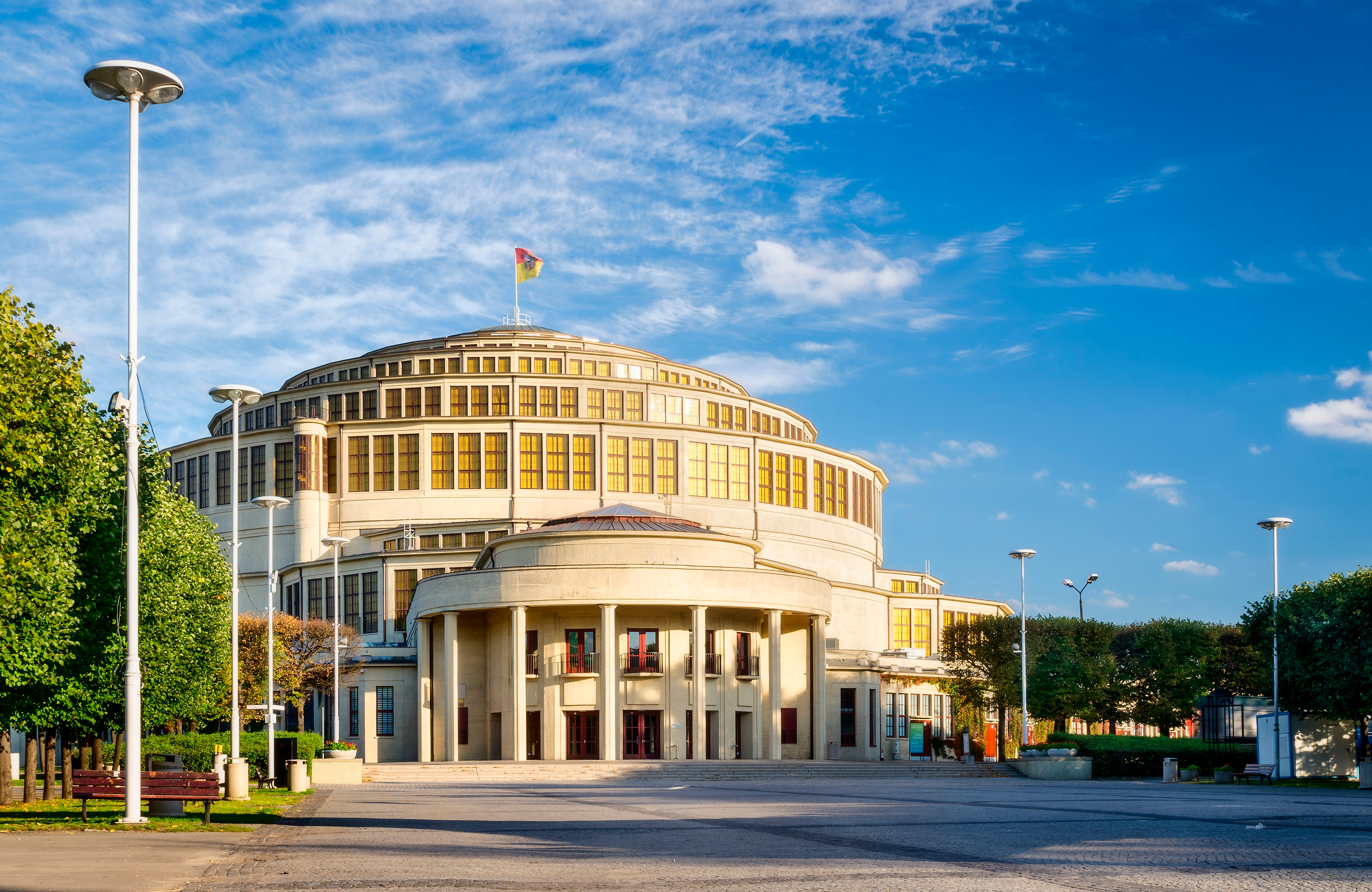
百周年記念ホール
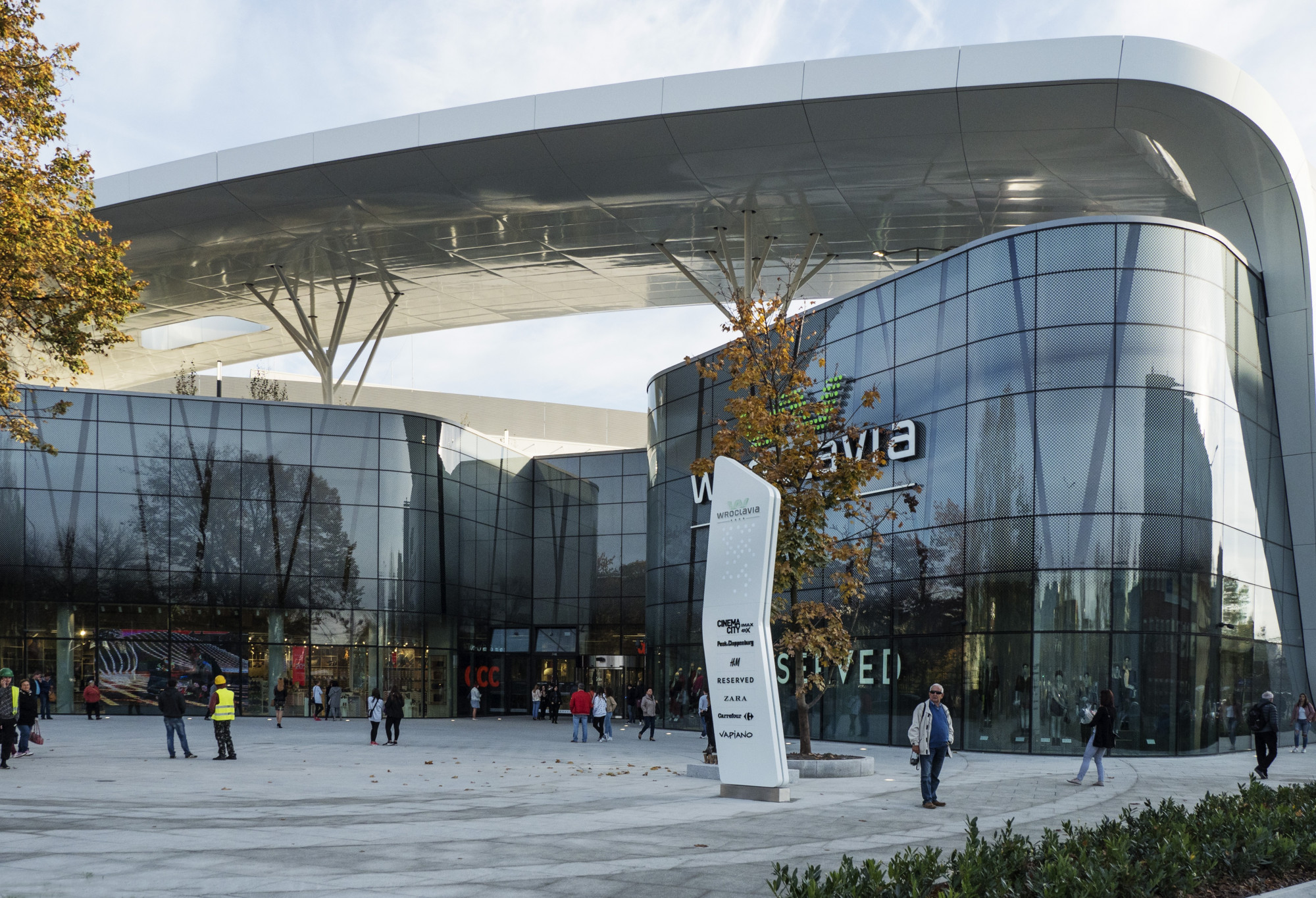
ヴロツラヴャのショッピングセンター
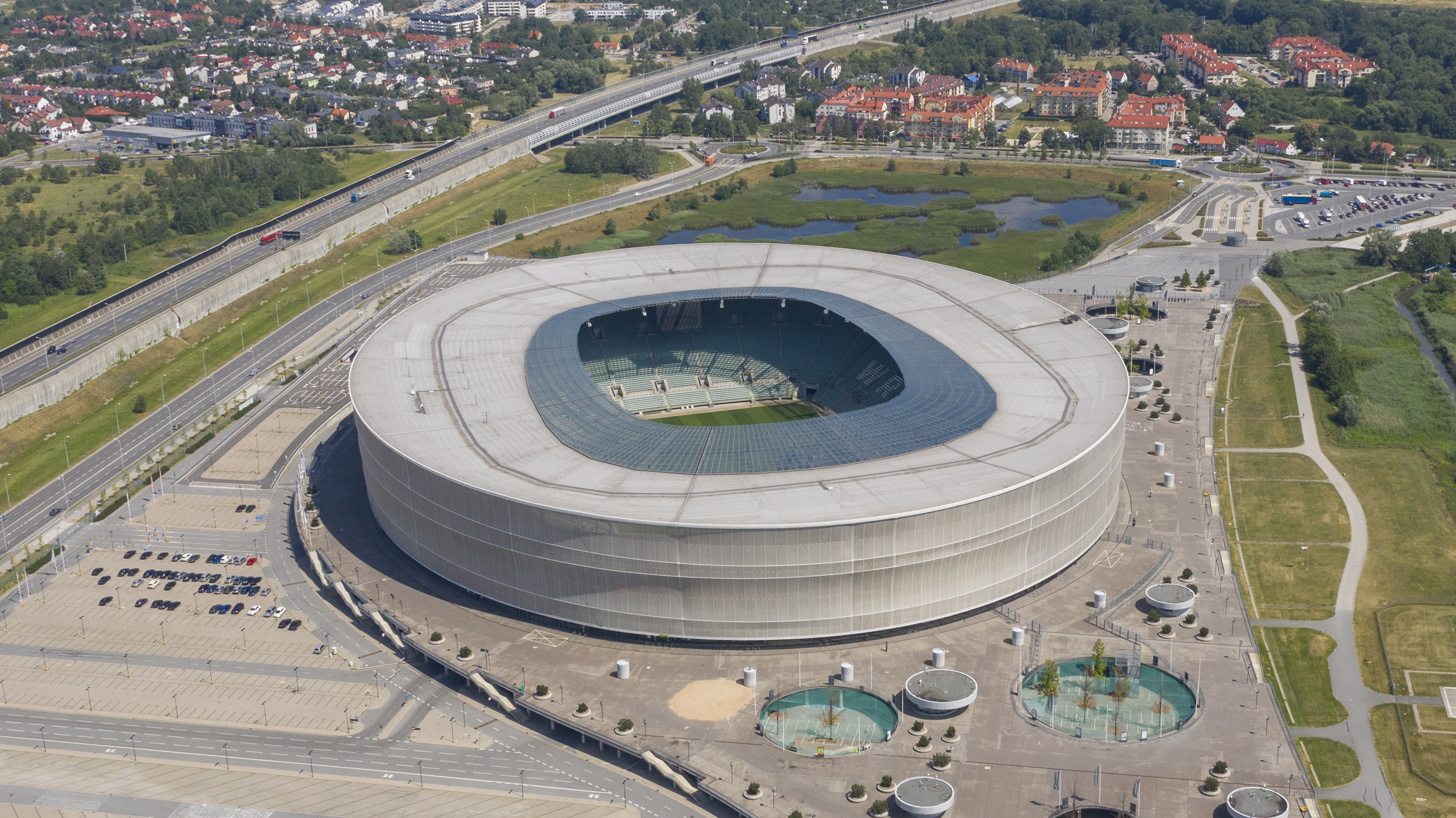
ヴロツワフ市立競技場
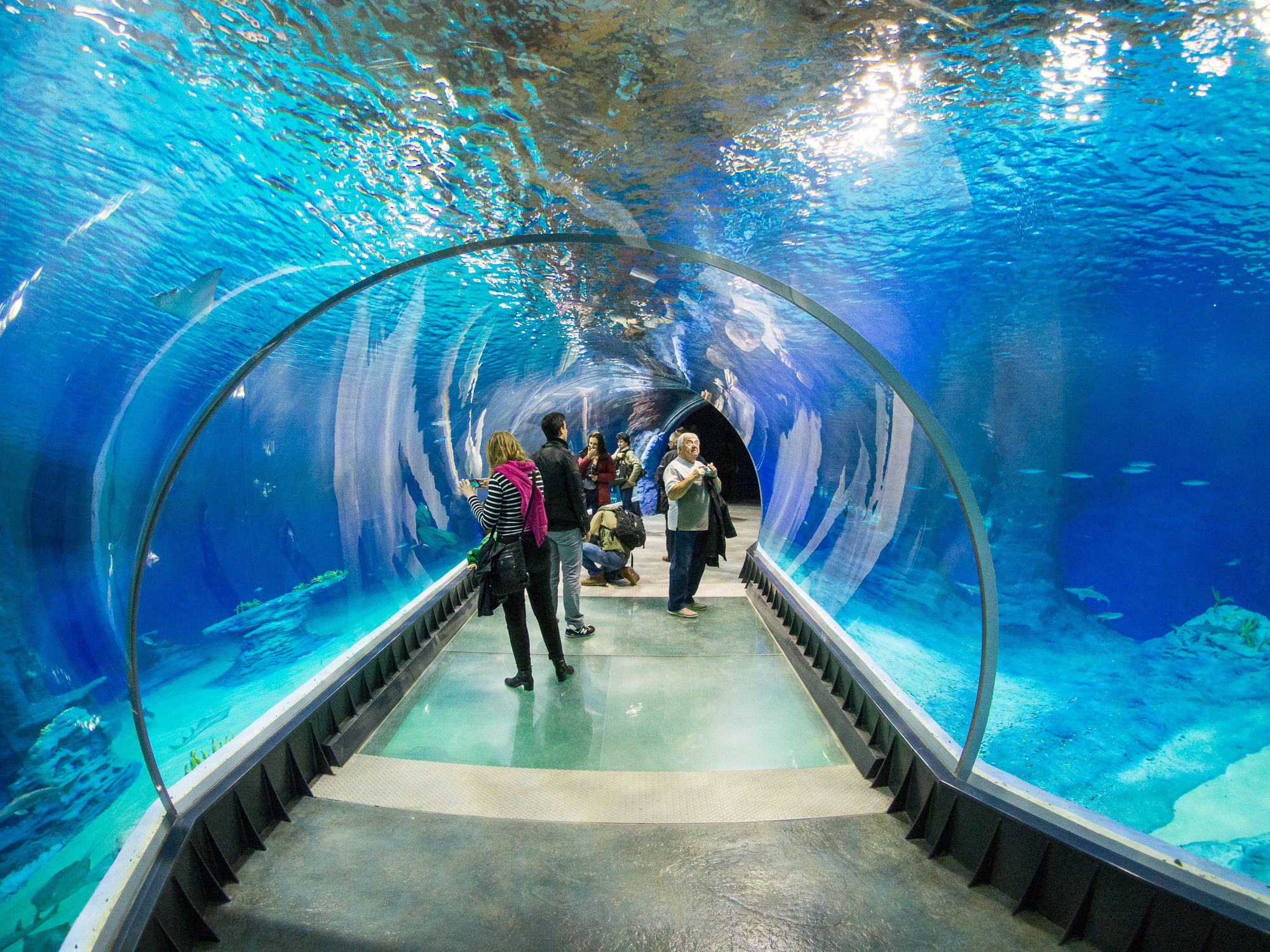
動物園
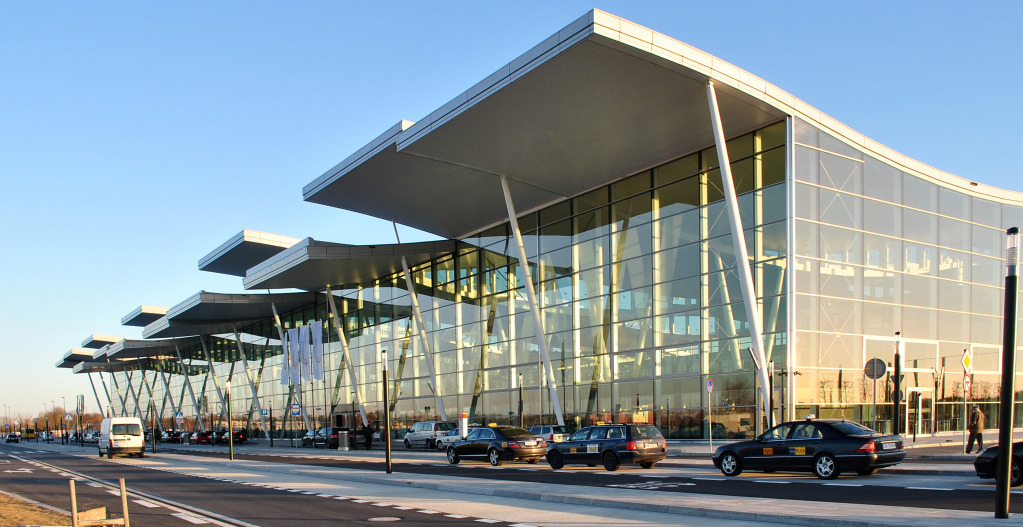
コペルニクス空港
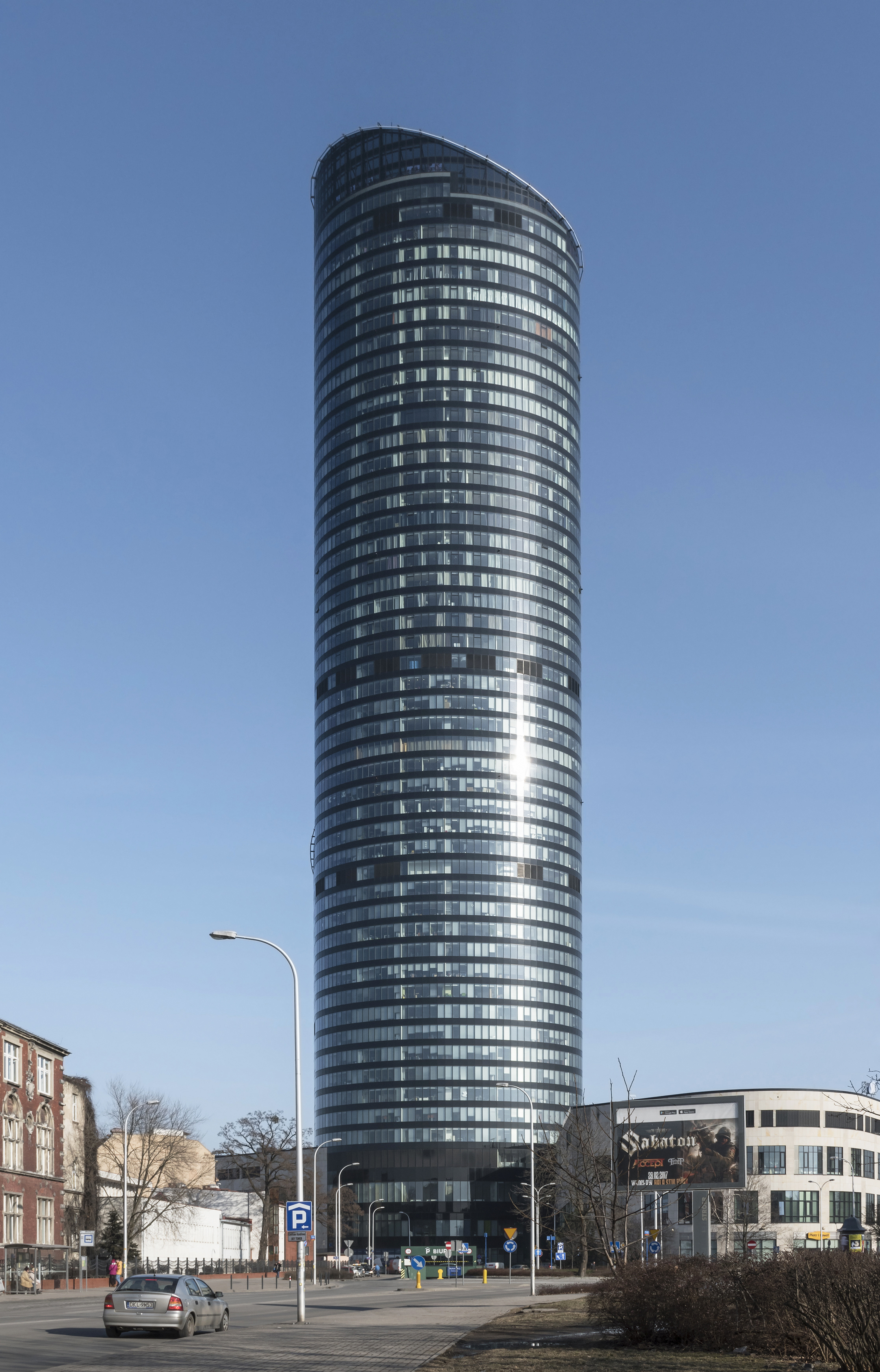
スカイ・タワー
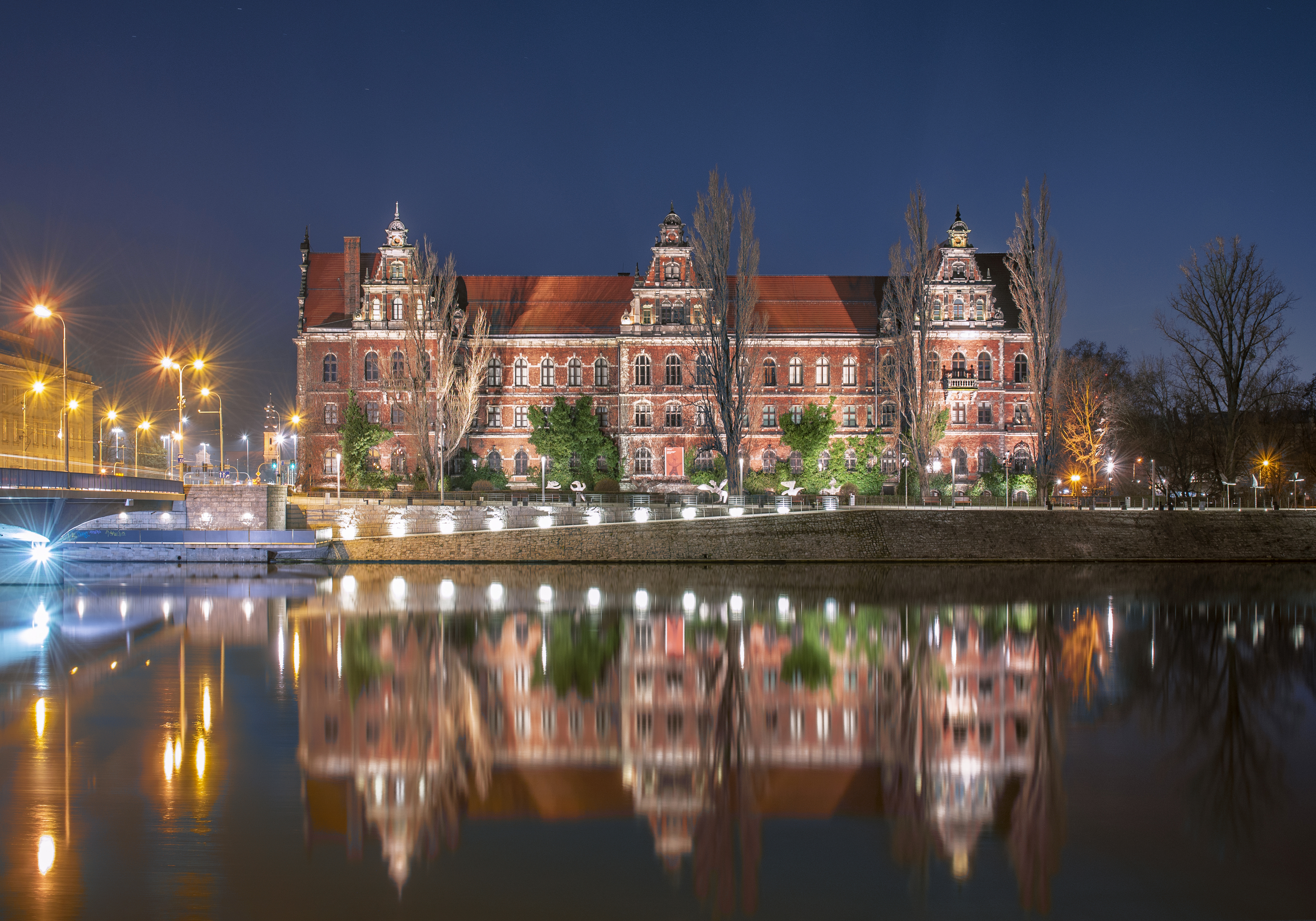
ヴロツワフ国立博物館（英語版）